# James Clinton Schoonmaker
James Clinton "JC" Schoonmaker (ur. 12 sierpnia 2000 w Truckee) – amerykański biegacz narciarski, olimpijczyk.

## Kariera
Po raz pierwszy na arenie międzynarodowej pojawił się 25 listopada 2016, na trasach Rendezvous Ski Trails, gdzie w zawodach FIS zajął 16. miejsce na dystansie 10 km stylem dowolnym. W 2020 roku wystartował na mistrzostwach świata juniorów w Oberwiesenthal. Zajął tam 13. miejsce w sprincie stylem dowolnym.
W Pucharze Świata zawodnik zadebiutował 11 stycznia 2020 w Dreźnie, w sprincie stylem dowolnym plasując się na 30. miejscu. Jednocześnie zdobył pierwsze pucharowe punkty. Pierwszy raz na podium zawodów pucharowych stanął 9 grudnia 2023 roku w Östersund, kończąc rywalizację w sprincie stylem klasycznym na trzeciej pozycji. W zawodach tych wyprzedzili go jedynie dwaj Norwegowie: Johannes Høsflot Klæbo i Erik Valnes.
Na mistrzostwach świata w Planicy w 2023 roku zajął dziewiąte miejsce w sprincie techniką klasyczną oraz dziesiąte w sprincie drużynowym stylem dowolnym. Na igrzyskach olimpijskich w Pekinie w 2022 roku był piętnasty w sprincie stylem dowolnym i dziewiąty w sprincie drużynowym stylem klasycznym.

## Osiągnięcia

### Igrzyska olimpijskie
| Miejsce | Dzień     | Rok  | Miejscowość | Konkurencja                        | Czas biegu | Strata   | Zwycięzca              |
| ------- | --------- | ---- | ----------- | ---------------------------------- | ---------- | -------- | ---------------------- |
| 15.     | 8 lutego  | 2022 | Zhangjiakou | Sprint stylem dowolnym             | 2:58,06    | —        | Johannes Høsflot Klæbo |
| 66.     | 11 lutego | 2022 | Zhangjiakou | 15 km stylem klasycznym            | 37:54,8    | +5:36,8  | Iivo Niskanen          |
| 9.      | 16 lutego | 2022 | Zhangjiakou | Sprint drużynowy stylem klasycznym | 19:22,99   | +1:05,08 | Norwegia               |

### Mistrzostwa świata
| Miejsce | Dzień     | Rok  | Miejscowość | Konkurencja                      | Czas biegu | Strata | Zwycięzca              |
| ------- | --------- | ---- | ----------- | -------------------------------- | ---------- | ------ | ---------------------- |
| 26.     | 25 lutego | 2021 | Oberstdorf  | Sprint stylem klasycznym         | 3:01,30    | —      | Johannes Høsflot Klæbo |
| 9.      | 23 lutego | 2023 | Planica     | Sprint stylem klasycznym         | 2:56,07    | —      | Johannes Høsflot Klæbo |
| 10.     | 26 lutego | 2023 | Planica     | Sprint drużynowy stylem dowolnym | 17:28,14   | +44,73 | Norwegia               |

### Mistrzostwa świata młodzieżowców (do lat 23)
| Miejsce | Dzień       | Rok  | Miejscowość | Konkurencja              | Czas biegu | Strata  | Zwycięzca             |
| ------- | ----------- | ---- | ----------- | ------------------------ | ---------- | ------- | --------------------- |
| 26.     | 11 lutego   | 2021 | Vuokatti    | Sprint stylem klasycznym | 3:01,72    | —       | Aleksandr Tierientjew |
| 39.     | 12 lutego   | 2021 | Vuokatti    | 15 km stylem dowolnym    | 35:27,6    | +2:40,6 | Hugo Lapalus          |
| 43.     | 29 stycznia | 2023 | Whistler    | Sprint stylem klasycznym | 2:46,20    | —       | Ansgar Evensen        |
| 29.     | 3 lutego    | 2023 | Whistler    | 10 km stylem dowolnym    | 22:52,1    | +1:43,6 | Martin Kirkeberg Mørk |

### Mistrzostwa świata juniorów
| Miejsce | Dzień     | Rok  | Miejscowość    | Konkurs                | Wynik   | Strata | Zwycięzca      |
| ------- | --------- | ---- | -------------- | ---------------------- | ------- | ------ | -------------- |
| 13.     | 29 lutego | 2020 | Oberwiesenthal | Sprint stylem dowolnym | 2:33,44 | —      | Ansgar Evensen |

### Puchar Świata

#### Miejsca w klasyfikacji generalnej
| Sezon     | Miejsce |
| --------- | ------- |
| 2019/2020 | 151.    |
| 2020/2021 | 76.     |
| 2021/2022 | 45.     |
| 2022/2023 | 71.     |
| 2023/2024 | 35.     |
| 2024/2025 | 29.     |

#### Miejsca na podium chronologicznie
| Nr | Dzień     | Rok  | Miejscowość | Konkurencja              | Czas biegu | Strata | Pozycja | Zwycięzca              |
| -- | --------- | ---- | ----------- | ------------------------ | ---------- | ------ | ------- | ---------------------- |
| 1. | 9 grudnia | 2023 | Östersund   | Sprint stylem klasycznym | 3:12,06    | +4,80  | 3.      | Johannes Høsflot Klæbo |